# Соловьёв, Тимофей Петрович
Тимофей Петрович Соловьёв (1861—1911) — русский философ
.

## Биография
Родился 30 марта (11 апреля) 1861 года в семье Тимофея Тимофеевича Соловьёва (1830—1894), умершего в чине действительного статского советника.
Образование получил в Санкт-Петербургской духовной академии. По окончании академии со званием кандидата богословия, поступил на государственную службу, по ведомству государственного контроля, где и прослужил свыше 22 лет, занимая последовательно должности: счётного чиновника железнодорожного отдела, помощника ревизора и младшего ревизора, старшего контролёра дорог: уссурийской, юго-западных, ташкентской и, наконец, помощника главного контролера контроля самаро-златоустовской железной дороги.
Он был автором нескольких научных трудов в области психологии, психофизиологии и биологии, дающих своеобразное объяснение происхождения органических форм. Его наиболее значительные труды: «Теория волевых представлений. Отношение ее к специации и элевации органического мира» (СПб.: тип. Н. А. Лебедева, 1892. — 404 с.) и «Внимание как органическая сила. Опыт биологической теории внимания» (СПб.: Спб. коммерч. типо-лит., 1901. — 367 с.; 2-е изд., испр., репр. изд. — М.: URSS, 2011. — 366 с. — (Из наследия мировой психологии). — ISBN 978-5-397-01903-3.). Соловьёв написал и издал в разное время целый ряд других сочинений, в том числе «Грамматологию» (ответ теории эволюционного букваря) и трактат « О целесообразности бытия». Состоя на службе на Ташкентской железной дороге, он помещал статьи философско-педагогического характера в «Оренбургском крае», под псевдонимом «Тээс».
С его именем можно часто встречаться в полемической литературе 90-х годов XIX века, охватывавших происходивший тогда спор между марксистами, как выразителями материализма, и идеалистами-метафизиками разных толков. Особенно любили ссылаться на труды Соловьёва противники марксизма типа Шарапова, занимавшего правое крыло среди представителей метафизического мышления. Последний назвал Т. П. Соловьёва «Русским Дарвином» в брошюре, изданной под тем же названием. Брошюра вызвала критику Л. Троцкого.
Умер в чине статского советника 3 (16) августа 1911 года в самарской Плешановской больнице от заражения крови.